# Baixo sorábio
O baixo sórabio ou baixo sórbio (dolnoserbšćina) é um idioma minoritário, do grupo das línguas sorábias, falado na Alemanha na histórica província da Baixa Lusácia, que tinha a maior parte de seu território localizado no atual estado alemão da Brandemburgo. Pertence às línguas eslavas da família linguística indo-europeia.